# Кастро, Бельхика
Бельхика Кастро Сьерра (исп. Bélgica Castro Sierra; 6 марта 1921, Консепсьон, Чили — 6 марта 2020, Сантьяго, Чили) — чилийская актриса
 театра, кино и телевидения, театральный деятель, педагог. Лауреат Национальной премии исполнительских искусств Чили 1995 года.

## Биография
Родилась в семье испанских родителей-анархистов.
С 1940 года изучала испанскую филологию в Чилийском университете, где присоединилась к театральной группе «Кадип».
В 1941 году участвовала в создании Экспериментального театра Чилийского университета и выступала на его сцене до 1971 года, когда с группой актёров основала Театр дель Анхель. Он был распущен после переворота 1973 года, и в следующем году Кастро с двумя другими основателями отправились в театральное турне по различным странам Латинской Америки, пока не осели в Коста-Рике до 1985 года, 
В 1949 году была принята на работу на BBC и провела год в Лондоне.
В течение 14 лет работала преподавателем истории театра в Театральной школе Чилийского университета; преподавателем актёрского мастерства в Театральной школе Католического университета Чили и в Университете в Коста-Рике.
За свою карьеру приняла участие более, чем в 100 спектаклях. Снялась в около 20 кино- и телефильмах. Играла в пьесах Шекспира, Мольера, Чехова, Брехта, Уайлдера, проявляя глубокое понимание стиля драматурга.
В 2001 году была награждена премией Ассоциации журналистов индустрии развлечений (APES) за жизненную карьеру. В 2008 году была удостоена Национальной премии искусств «Альтазор» в категории «Лучшая киноактриса» за роль в фильме «Жизнь со мной». В 2009 году повторно получила ту же награду за роль в фильме Андреса Вуда «Хорошая жизнь». В 2016 году награждена Орденом «Пабло Неруда» за художественные и культурные заслуги.
Умерла от осложнения болезни Альцгеймера. Кремирована на Общем кладбище Сантьяго. Её прах был развеян в бухте Вальпараисо, что было одним из последних желаний Б. Кастро.

## Фильмография
- Hollywood es así (1944)
- El final del juego (1970)
- Palomita blanca (1973)
- El lanza (1997)
- Sin ceder" Retrato Documental (1998)
- El hombre que imaginaba (1998)
- El desquite (1999)
- Días de campo (2004)
- La vida me mata (2007)
- ChilePuede (2008)
- La buena vida (2008)
- Freezer (2008)
- Gatos viejos (2010)
- Viejos amores (2016)
- Die Briefe meiner Mutter (2016)
- Hecho bolsa (2019)